# Metacyclops dianae
Metacyclops dianae – gatunek widłonoga z rodziny Cyclopidae. Nazwa naukowa tego gatunku skorupiaków została opublikowana w 1985 przez zoologa Giuseppe Lucio Pesce.